# 마하티르 빈 모하맛의 두 번째 총리직 (2018-2020)
마하티르 빈 모하맛의 두 번째 총리직 (Second premiership of Mahathir Mohamad)은 2018년 5월 10일부터 2020년 2월 24일까지 말레이시아를 이끈 역사적인 순간 중 하나였다. 이전에 1981년부터 2003년까지 나라를 이끌었던 마하티르 빈 모하맛는 1MDB 스캔들에 대한 대응으로 은퇴 생활에서 돌아왔다. 그는 2018년 총선에서 야당 파카탄 하라판 연합을 이끌고 바리산 나시오날을 물리치고 나집 라작브 라자크 총리를 격파했다.

## 국내 정치
마하티르는 "법치의 원칙을 회복하겠다"고 약속하고 1말레이시아 개발 베라드 스캔들에 대한 조사를 다시 시작하겠다고 언론에 말하며 나집 라작가 부정부패로 유죄 판결을 받으면 그에게 형벌을 내릴 것이라고 말했다. 마하티르는 나집 및 그의 아내 로스마흐 만소르가 인도네시아로 비행을 시도한 후 나라를 떠나지 못하도록 이민국에 지시했다.
마하티르는 2018년 6월에 29명의 장관으로 이루어진 제7차 내각을 구성했다. 그는 부패한 부동산 및 서비스세(GST)를 제로 퍼센트로 낮추는 불인기 있는 조처를 폐지했다. 마하티르는 또한 수천 명의 공무원을 해고하고 비싼 쿠알라룸푸르-싱가포르 고속철도 및 나집 시작한 대규모 인프라 프로젝트를 줄일 것을 서약했다. 마하티르 재임 동안 말레이시아의 언론 자유가 약간 개선되었으며 언론 자유 지수에서 나라의 순위가 상승했다. 정부는 2023년까지 야자유재배 면적을 6.55백만 헥타르로 제한하고 야자유의 명성을 해외에서 개선하기 위한 로비 운동을 시작했다.
2018년 6월 20일, 마하티르는 몽골 여성 알탄투야 샤리부의 아버지와 만나 그녀의 살인 사건을 재조사해야 한다고 합의했다.
마하티르는 2019년 10월 공유 번영 비전 2030을 발표하며 2030년까지 말레이시아가 고소득 국가가 되도록 한다는 목표를 설정했다. 그의 행정의 또 다른 중요한 우선 사항은 국방에 대한 더 투명한 접근이었다. 정부는 국가의 장기 계획을 개요로 하는 국방 정책 백서를 준비했다.

## 외교 관계

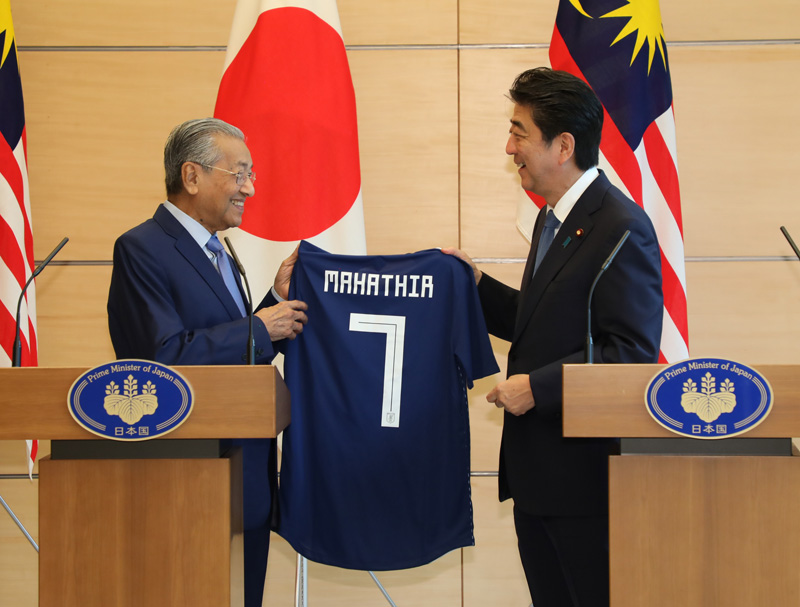
2018년 6월 12일, 마하티르는 일본을 방문하여 아베 신조를 만났습니다

마하티르가 두 번째 임기 초반에는 일본과 인도네시아를 방문하여 양국과의 좋은 관계를 재확인했다. 마하티르는 총리로서 첫 해 동안 필리핀과의 안보, 경제 및 정치 분야에서의 협력을 강화하기 위해 로드리고 두테르테 대통령과 두 차례 만났다. 마하티르는 다시 일본과의 관계를 우선시하고 러시아와의 경제 및 국방 관련 관계를 강화했다. 그는 2019년 말 동부 경제 포럼 회의를 위해 블라디보스토크를 방문했다. 말레이시아는 2019년 말에 외교 정책 프레임워크를 시작했다. 유럽 연합의 야자유 기반 바이오 연료 폐지 규정에 대응하여 마하티르는 인도네시아 대통령 조코 위도도와 함께 세계 무역 기구에 공식 항의를 제기하거나 유럽 법정에 사건을 제기하는 것에 대해 논의했다.
마하티르는 2018년 10월 사우디아라비아 저널리스트 자말 카슈끄지의 살인과 2020년 미국에 의한 이란 장군 가셈 솔레이마니 암살을 비난했다.
마하티르는 2018-19 한반도 평화 프로세스를 지지했다. 그는 또한 2017년 김정남의 암살 이후 계속 폐쇄되어 있던 북한 대사관을 다시 개설할 것이라고 밝혔다.